# 巴德西島
巴德西島（英語：Bardsey Island）是位於威爾斯的一個島嶼，在行政區劃上屬於格溫內斯。巴德西島面積0.6英里（1.0），是一個重要的信仰中心，並且以其的自然而著稱。

## 外部連結
- 维基导游上有關Bardsey Island的旅行指南
- Bardsey Island Trust
- Geograph : Photographs of Bardsey Island （页面存档备份，存于）